# غابرييل مور
غابرييل مور (بالإنجليزية: Gabriel Moore)‏ (و. 1785 – 1845 م) هو سياسي من الولايات المتحدة الأمريكية ولد في مقاطعة ستوكس (كارولاينا الشمالية).
تولى منصب عضو مجلس الشيوخ الأمريكي، وقائمة حكام ولاية ألاباما .وهو عضو في الحزب الجمهوري الديمقراطي، والحزب الديمقراطي الأمريكي .